# Galîna Berejna
Galîna Vasîlivna Berejna (în ucraineană Бережна Галина Василівна) (n. 2 august 1943, Bahmaci, raionul Bahmaci, regiunea Cernigău) este o profesoară de filologie și traducătoare ucraineană din limbile română, bulgară, slovacă, bielorusă și italiană.

## Biografie
A absolvit Facultatea de Filologie a Universității Naționale „Taras Șevcenko” din Kiev. Predă ca profesoră de limba ucraineană la Institutul Politehnic din Kiev.
A tradus în limba ucraineană din operele literare ale unor scriitori români (Mihail Sadoveanu, Ioan Slavici, Titus Popovici, Petre Sălcudeanu, I. Rațiu, Octav Pancu-Iași, I. Ciobanu, N. Vieru, G. Gheorghiu, Sergiu Celac), italieni (Luigi Pirandello), slovaci (Helena Križanová-Brindzová), bieloruși (Ianka Brîl) sau bulgari.
Este membru al Uniunii Naționale a Scriitorilor din Ucraina din anul 1987.
A fost activistă și director adjunct la Asociația prietenilor orașului Cernigău.

## Traduceri
- Mihail Sadoveanu, Ostriv kvitiv (Nada Florilor), Veselka, Kiev, 1980.
- Helena Križanová-Brindzová, Поштарик : повість, Veselka, Kiev, 1986. - 279 p.